# Samuel Dupratt
Samuel Dupratt (28 novembre 1993) è uno sciatore alpino statunitense.

## Biografia
Attivo in gare FIS dal gennaio del 2009, in Nor-Am Cup Dupratt ha esordito l'8 dicembre 2010 a Lake Louise in discesa libera, senza completare la prova, e ha colto il primo podio il 14 dicembre 2014 a Panorama in supergigante (2º). Ha debuttato in Coppa del Mondo il 26 febbraio 2016 a Hinterstoder in slalom gigante, senza completare la prova; il 7 dicembre 2018 ha colto a Lake Louise in supergigante la prima vittoria in Nor-Am Cup. Non ha preso parte a rassegne olimpiche o iridate.

## Palmarès

### Coppa del Mondo
- Miglior piazzamento in classifica generale: 145º nel 2020

### Nor-Am Cup
- Miglior piazzamento in classifica generale: 4º nel 2019
- Vincitore della classifica di supergigante nel 2019 e nel 2023
- 10 podi:
  - 2 vittorie
  - 5 secondi posti
  - 3 terzi posti

#### Nor-Am Cup - vittorie
| Data             | Località    | Paese  | Specialità |
| ---------------- | ----------- | ------ | ---------- |
| 7 dicembre 2018  | Lake Louise | Canada | SG         |
| 10 dicembre 2018 | Panorama    | Canada | SG         |

Legenda:

SG = supergigante